# Cataliză
Cataliza reprezintă procesul de creștere a vitezei de reacție a unei reacții chimice prin participarea unei substanțe denumite catalizator. Spre deosebire de alți reactanți care participă la reacția chimică, un catalizator nu este consumat în cursul reacției, deci poate fi reutilizat. Din cauza acestui fapt, se spune de obicei că într-o reacție catalizată sunt necesare cantități catalitice, ceea ce presupune cantități foarte mici de substanță catalizatoare în raport cu masa de reactanți.

## Principii tehnice
Catalizatorii sunt substanțe care, în principiu, micșorează energia liberă necesară pentru obținerea stării de tranziție, însă energia liberă totală de la reactanți la produși rămâne neschimbată. Un catalizator poate participa la mai multe transformări chimice, iar efectul acestuia poate varia datorită prezenței anumitor substanțe cu efect antagonist, denumite inhibitori, sau a prezenței promotorilor, care cresc activitatea catalizatorilor.

## Generalități

### Unități
Activitatea catalitică este de obicei reprezentată prin simbolul z  și se măsoară în mol/secundă, o unitate care în trecut era cunoscută sub denumirea de katal. Activitatea catalitică nu este un tip de viteză de reacție, ci este o proprietate intrinsecă a unui catalizator, dată pentru anumite condiții de reacție, și poate face referire și la specificitatea de reacție (acest fapt este important cu precădere la enzime). Activitatea catalitică corespunzătoare unui katal (1 kat = 1 mol/s) pentru un anumit catalizator înseamnă faptul că un mol din acel catalizator poate cataliza transformarea unui mol de reactant în produs într-o secundă. 

### Mecanisme de reacție
De obicei, catalizatorii funcționează prin reacționarea cu unul dintre reactanți, formând intermediari de reacție care duc ulterior la formarea produșilor finali, regenerând catalizatorul. În continuare, este reprezentată o schemă generală de reacții, unde C este catalizatorul, X și Y sunt reactanții, iar Z este produsul reacției dintre X și Y:
(1)    X + C → XC
(2)    Y + XC → XYC
(3)    XYC → CZ
(4)    CZ → C + Z
Deși se poate observa faptul că substanța catalizatoare se consumă în reacția (1), aceasta este regenerată (sau „refăcută”) în urma reacției (4), astfel că nu se regăsește în ecuația generală a reacției:
X + Y → Z
Din moment ce catalizatorul este regenerat în cursul unei reacții, doar cantități foarte mici din acesta sunt necesare pentru desfășurarea catalizei. 